# Luc Côté
Pour les articles homonymes, voir Côté.
Luc Côté est un cinéaste québécois basé à Montréal,. You Don't Like the Truth (en), un film qu'il co-réalise avec son collaborateur fréquent Patricio Henríquez, remporte le prix du meilleur documentaire de société lors de la première cérémonie des Prix Gémeaux en 2011.

## Filmographie
- Hémoglobine (1997).
- Opération retour, film documentaire (2005).
- Vous n’aimez pas la vérité : 4 jours à Guantánamo (You Don't Like the Truth) (2010).
- From Shock to Awe (2019), co-réalisé par Janine Sagert.
- En attendant Raif (2022).